# Бокастова, Мария Алексеевна
Мария Алексеевна Бокастова (29 сентября 1930 года — 26 сентября 2019 года) — бригадир цеха Медногорского электротехнического завода «Уралэлектромотор», Герой Социалистического Труда (1976).

## Биография
Родилась 29 сентября 1930 года в селе Новый Сокулак Саракташского района Оренбургской области в многодетной семье крестьянина.
Отец погиб на фронте в 1943 году.
Окончила восемь классов и по комсомольской путевке поступила в ремесленное училище при Медногорском заводе «Уралэлектромотор».
С 1948 года — электрообмотчица на заводе, а с 1953 года — мастер производственного обучения в ремесленном училище.
В 1959 года снова перешла в цех завода «Уралэлектромотор» на должность бригадира.
За годы седьмой пятилетки (1959—1965 годы) её бригада выполнила 11 годовых норм, за что она была награждена орденом Ленина.
Девятую пятилетку (1966—1970 годы) выполнила за 3,5 года, производя одну из главнейших и трудоемких операций.
Указом Президиума Верховного Совета СССР от 10 марта 1976 года за выдающиеся производственные успехи, достигнутые в выполнении задания девятой пятилетки, Бокастовой Марии Алексеевне присвоено звание Героя Социалистического Труда с вручением ордена Ленина и золотой медали «Серп и Молот».
За время своей трудовой деятельности намотала около 100 тысяч статоров электродвигателей.
Жила в городе Медногорске Оренбургской области. В 1979 году ей присвоено звание «Почётный гражданин Медногорска».
С 2013 года — член Совета старейшин при губернаторе Оренбургской области.
Делегат XXV съезда КПСС (1976).
Умерла 26 сентября 2019 года в Медногорске.

## Награды
- Золотая медаль «Серп и Молот» Героя Социалистического Труда (1976)
- Орден Ленина (1966)
- Орден Ленина (1976)
- Медали
- Знак «Ударник девятой пятилетки» (1970)
- Знак «Победитель социалистического соревнования» (трижды: 1973, 1976, 1977)

## Память
Гранитная звезда с портретом М. А. Бокастовой установлена 1 октября 2018 года на Аллее героев в центре города Медногорска Оренбургской области.